# Olsenbanden och Dynamit-Harry löper amok
Olsenbanden och Dynamit-Harry löper amok är en norsk film från 1973 regisserad av Knut Bohwim. Filmen är den fjärde i serien om Olsenbanden.

## Handling
När Egon åter igen släpps ut ur fängelset med en ny genialisk plan står inte kompisarna Benny och Kjell där, men däremot Dynamit-Harry som har blivit nykterist. 
Benny och Kjell har valt och bli hederliga och fått jobb på en dagligvaruaffär.

## Om filmen
Filmen är en norsk version av den danska filmen Olsenbandet slår till som kom ut samma år som denna.

## Rollista
- Arve Opsahl - Egon Olsen
- Carsten Byhring - Kjell Jensen
- Sverre Holm - Benny Fransen
- Aud Schønemann - Valborg
- Harald Heide-Steen Jr. - Dynamit-Harry
- Pål Johannessen - Basse
- Elsa Lystad - Ragna
- Sverre Wilberg - Hermansen
- Henry Hagerup - Qvist